# Contea di Hinds
La contea di Hinds (in inglese Hinds County) è una contea dello Stato del Mississippi, negli Stati Uniti. La popolazione al censimento del 2000 era di 250 800 abitanti. Il capoluogo di contea è Jackson.